# Panamerikanische Spiele 2019/Beachvolleyball
Bei den Panamerikanischen Spielen 2019 in der peruanischen Hauptstadt Lima fanden vom 24. bis 30. Juli 2019 im Beachvolleyball zwei Wettbewerbe statt, davon je einer bei den Männern und bei den Frauen. Austragungsort war das Estadio de Volley de Playa.

## Bilanz

### Medaillenspiegel
| Platz  | Land               | Gold | Silber | Bronze | Gesamt |
| ------ | ------------------ | ---- | ------ | ------ | ------ |
| 1      | Chile              | 1    | —      | —      | 1      |
| 1      | Vereinigte Staaten | 1    | —      | —      | 1      |
| 3      | Argentinien        | —    | 1      | 1      | 2      |
| 4      | Mexiko             | —    | 1      | —      | 1      |
| 5      | Brasilien          | —    | —      | 1      | 1      |
| Gesamt | Gesamt             | 2    | 2      | 2      | 6      |

### Medaillengewinner
| Disziplin | Gold                          | Silber                         | Bronze                                |
| --------- | ----------------------------- | ------------------------------ | ------------------------------------- |
| Männer    | Esteban Grimalt Marco Grimalt | Juan Virgen Lombardo Ontiveros | Nicolás Capogrosso Julián Amado Azaad |
| Frauen    | Karissa Cook Jace Pardon      | Ana Gallay Fernanda Pereyra    | Carolina Horta Máximo Ângela Lavalle  |